# Ludovic Kennedy
Ludovic Henry Coverley Kennedy (3 de noviembre de 1919 – 18 de octubre de 2009) fue un periodista, presentador, humanista y escritor de nacionalidad británica, conocido principalmente por su reexamen de casos tales como el secuestro del hijo de Charles Lindbergh o las condenas por asesinato contra Timothy Evans y Derek Bentley, así como por su papel en la abolición de la pena capital en el Reino Unido.

## Primeros años y carrera naval
Nacido en Edimburgo, Escocia, era hijo de Edward Coverley Kennedy, oficial de la Marina Real Británica, y su esposa, Rosalind Grant, hija de Sir Ludovic Grant, 11 Baronet, y prima del político conservador Robert Boothby. Estudió en el Colegio Eton (donde tocaba en una banda de jazz con Humphrey Lyttelton), y se encontraba preparado para ir a la universidad cuando estalló la Segunda Guerra Mundial.
El padre de Kennedy, en aquella época un capitán retirado de 60 años, volvió a la Armada al mando del HMS Rawalpindi, un vapor de la Peninsular and Oriental Steam Navigation Company que había sido armado de modo precipitado ante el inicio de la contienda. El 23 de noviembre de 1939, encontrándose de patrulla al sureste de Islandia, el Rawalpindi se enfrentó con los buques alemanes Scharnhorst y Gneisenau. Como consecuencia de la lucha, el Rawalpindi fue hundido, pereciendo gran parte de la tripulación, incluido su capitán, Edward Coverley Kennedy. Ludovic tenía 20 años de edad.
Ludovic Kennedy siguió los pasos de su padre en la Armada, sirviendo como oficial de un destructor, principalmente en aguas del Mar del Norte. Su buque, el HMS Tartar, fue uno de los que persiguió al acorazado Bismarck tras la batalla del Estrecho de Dinamarca, aunque no fue testigo del hundimiento del navío alemán. Kennedy escribió más adelante sobre todo ello en Pursuit: The Chase and Sinking of the "Bismarck", su crónica sobre la caza y el hundimiento del Bismarck.
Kennedy tuvo tres hermanas, todas más jóvenes que él, Morar, Edna y Katherine. Morar se casó con el dramaturgo Royce Ryton en 1954, y Katherine con el Mayor Ion Calvocoressi en 1947.

## Periodismo y radiotelevisión
Tras la guerra cursó estudios en Christ Church (Oxford), empezando su carrera de periodista.
Periodista de investigación, Kennedy escribió para diversas publicaciones, entre ellas Newsweek. A partir de 1953 editó y presentó la serie radiofónica First Reading, en BBC Third Programme, presentando a jóvenes escritores como Kingsley Amis y Philip Larkin. Más adelante se hizo periodista televisivo y presentador de noticias de la cadena Independent Television News. En este campo, presentó durante varios años el programa de la BBC Panorama. Kennedy estaba interesado en los errores judiciales, escribiendo y haciendo emisiones relativas a numerosos de dichos casos.
Entre 1980 y 1988 presentó el programa televisivo Did You See...?. Entrevistó a Sir Arthur Streeb-Greebling, personaje de Peter Cook, en A Life in Pieces en 1990. Además, actuó como él mismo en varios episodios de la serie de humor Sí ministro. Kennedy también fue el protagonista de un episodio del programa televisivo That Reminds Me (2002: 4ª temporada, episodio 1).

### Errores judiciales
Kennedy escribió varios libros sobre este tema en los que se cuestionaban las decisiones tomadas en diferentes casos de la historia criminal británica. Uno de los primeros errores que investigó fue el ahorcamiento de Timothy Evans, descrito en su libro Ten Rillington Place (ISBN 978-0-586-03428-6). Evans fue perdonado a título póstumo tras demostrarse que el asesinato del que se le acusaba lo había cometido John Christie. El escándalo influyó en la abolición de la pena de muerte en el Reino Unido. El libro de Kennedy se adaptó al cine en 1970 con dirección de Richard Fleischer, resultando el film El estrangulador de Rillington Place, protagonizado por John Hurt como Evans, y Richard Attenborough en el papel de Christie.
En 1985 Kennedy publicó el libro The Airman And The Carpenter (ISBN 978-0-670-80606-5), en el cual argumentaba que Bruno Hauptmann no secuestró y asesinó al hijo de Charles Lindbergh, un crimen por el cual fue ejecutado en 1936. Este libro también se adaptó a la pantalla, en el telefilme de 1996 de HBO Crime Of The Century, protagonizado por Stephen Rea y Isabella Rossellini.
En 1990 fue miembro del comité asesor de la compañía de David Jessel Just Television, una productora televisiva dedicada a la exposición de los errores judiciales.
En 2003 escribió 36 Murders and 2 Immoral Earnings (ISBN 978-1-86197-457-0), libro en el que analizaba un número de destacados casos, entre ellos el de Evans y los de Derek Bentley y Los Seis de Birmingham. En el libro concluía que el sistema acusatorio judicial utilizado en el Gran Bretaña y en los Estados Unidos "es una invitación para que la policía cometa perjurio, lo cual ocurre con frecuencia", y decía que prefería el principio inquisitivo.
Otros de  los libros que Kennedy escribió son los siguientes:
- Sub-Lieutenant: A Personal Record of the War at Sea, 1942
- One man's meat, 1953
- Murder Story, 1954
- Trial of Stephen Ward, 1964, ISBN 978-0-575-01035-2
- Very lovely people; a personal look at some Americans living abroad, 1969, ISBN 978-0-671-20205-7
- Nelson and His Captains, 1975, ISBN 0-00-211569-7
- Presumption of Innocence: Amazing Case of Patrick Meehan, 1976, ISBN 978-0-575-02072-6
- Death of the German battleship Tirpitz, 1979, ISBN 978-0-316-48905-8
- On My Way to the Club, 1990, ISBN 0-00-637079-9 (autobiografía)
- Truth to Tell: Collected Writings of Ludovic Kennedy, 1992, ISBN 978-0-552-99505-4
- In Bed with an Elephant: Personal View of Scotland, 1995, ISBN 978-0-593-02326-6
- All in the Mind: A Farewell To God, 1999, ISBN 978-0-340-68063-6 (crítica a la cristiandad)

## Política
En 1958 Kennedy se presentó a las elecciones para ocupar un puesto en el Parlamento del Reino Unido como candidato del Partido Liberal en la circunscripción de Rochdale. Esta elección parcial se llevó a cabo tras fallecer el parlamentario conservador Wentworth Schofield en diciembre de 1957. Perdió ante el candidato del Partido Laborista del Reino Unido, Jack McCann, pero consiguió un aumento masivo del voto liberal, relegando a los conservadores al tercer puesto. 
Además, entre sus actividades políticas, Kennedy apoyó el independentismo escocés.

## Otras actividades
Además de escribir sobre los errores judiciales, Kennedy se interesó en otros asuntos. Ateo a lo largo de toda su vida, publicó All In The Mind: A Farewell To God (ISBN 978-0-340-68063-6) en 1999, libro en el que discutía su objeciones a la religión, y en particular contra el Cristianismo. Fue un Seguidor Distinguido de la Asociación Humanista Británica, contribuyó a la revista New Humanist, fue Asociado Honorífico de la National Secular Society y Seguidor Distinguido de la Sociedad Humanista de Escocia.
También fue defensor de la legalización del auxilio al suicidio, y cofundador de la Sociedad de la Eutanasia Voluntaria. Su libro Euthanasia: The Case for the Good Death (ISBN 978-0-7011-3639-0) se publicó en 1990. Kennedy dejó el Partido Liberal Demócrata en 2001, citando la incompatibilidad de su apoyo a la eutanasia voluntaria con la postura del líder del partido, Charles Kennedy, de religión católica. Por este motivo se presentó, formando parte de una plataforma independiente a favor de la legalización de la eutanasia, a las elecciones generales de 2001 por la circunscripción de Wiltshire. Consiguió un 2% de los votos y, tras ello, volvió a formar parte del partido Liberal Demócrata.

## Honores
En 1985 Kennedy recibió un doctorado honorario de la Universidad de Strathclyde, y en 1994 fue nombrado caballero por su servicio al periodismo, bajo recomendación del gobierno de John Major. La predecesora de Major, Margaret Thatcher, había vetado la concesión del título.

## Vida personal
En febrero de 1950 se casó con la bailarina y actriz Moira Shearer en la Capilla Real de Hampton Court. La pareja permaneció unida 56 años, y tuvo un hijo y tres hijas. Shearer falleció el 31 de enero de 2006, a los 80 años de edad.
Ludovic Kennedy falleció a causa de una neumonía en una residencia de Salisbury, Inglaterra, el 18 de octubre de 2009.